# Sioux County, Iowa
Sioux County är ett administrativt område i delstaten Iowa, USA. År 2010 hade countyt 33 704 invånare. Den administrativa huvudorten (county seat) är Orange City.

## Geografi
Enligt United States Census Bureau har countyt en total area på 1 991 km². 1 989 km² av den arean är land och 2 km² är vatten.

### Angränsande countyn
- Lyon County - norr
- O'Brien County - öst
- Plymouth County - söder
- Union County, South Dakota - sydväst
- Lincoln County, South Dakota - nordväst

### Orter
- Alton
- Boyden
- Granville
- Hawarden
- Hull
- Ireton
- Maurice
- Orange City (huvudort)
- Sheldon (delvis i O'Brien County)
- Sioux Center